# فيغو فريدريكسن
فيغو فريدريكسن (بالدنماركية: Viggo Frederiksen)‏ (21 سبتمبر 1916 – 11 ديسمبر 1993) هو ملاكم دنماركي راحل، مثّل بلاده في الألعاب الأولمبية الصيفية 1936.

## روابط خارجية
فيغو فريدريكسن على موقع بوكس ريك (الإنجليزية) (registration required)
- فيغو فريدريكسن على موقع أوليمبيديا (الإنجليزية)